# Ammobates maxschwarzi
Ammobates maxschwarzi  (лат.) — вид пчёл-кукушек рода Ammobates из семейства Apidae. Белуджистан (Пакистан), (Пишин, 40 км к северу от Кветты).

## Описание
Длина тела 5,0—5,5 мм. Длина переднего крыла 4,0—4,3 мм. Основная окраска красновато-коричневая, мезосома в некоторых местах — до чёрного цвета. Брюшко красновато-оранжевое. Голова шире своей длины (длина 1,5—1,6 мм; ширина 1,7—1,8). Предположительно клептопаразиты пчёл других родов, в гнёзда которых откладывают свои яйца. Как и другие пчёлы-кукушки не обладают приспособлениями для опыления и сбора пыльцы (нет корзиночек на ногах, модифицированных волосков на теле и т. д.). Переднее крыло с 2 радиомедиальными ячейками. Усики самок 12-члениковые, самцов — 13-члениковые. Вид был описан в 2008 году американским энтомологом Майклом Энджелом (Michael S. Engel) и назван в честь австрийского гименоптеролога Максимилиана Шварца (Dr. Maximilian Schwarz), крупного специалиста по пчёлам и, в частности, по паразитическим пчёлам-кукушкам.